# 李立毅
李立毅，哈尔滨工业大学教授，中华人民共和国教育部长江学者特聘教授，从事特种电机及特种电磁装置研究。

## 荣誉
- 中国国家杰出青年科学基金获得者
- 中国教育部长江学者特聘教授
- 中国国家技术发明二等奖